# Gradska (Serbia)
Gradska (cyr. Градска) – wieś w Serbii, w okręgu jablanickim, w gminie Crna Trava. W 2011 roku liczyła 255 mieszkańców.